# Littenstraße
Die Littenstraße ist eine Straße im Berliner Ortsteil Mitte im gleichnamigen Bezirk und gehört zu den ältesten Verkehrswegen der Hauptstadt. Ihren Namen trägt sie nach dem Rechtsanwalt Hans Litten, der im Februar 1938 im Konzentrationslager Dachau nach mehrjähriger Haft und Folter durch Suizid starb. Entlang der Littenstraße befinden sich zahlreiche historische Kulturdenkmäler.

## Geschichte der Straße
Um 1746, als das Festungswerk Berlin beseitigt worden war, entstand der Straßenzug als Neue Friedrichstraße aus der Zusammenführung einzelner Gassen. Zum damaligen Zeitpunkt führte er im Bogen von der Waisenbrücke bis zur Pomeranzenbrücke an der Museumsinsel und durchquerte in Alt-Berlin die Stadtviertel Klosterviertel, Marienviertel und Heilig-Geist-Viertel. Er folgte damit der Bebauung an der mittelalterlichen Stadtmauer beziehungsweise dem Königsgraben davor. Die ersten entlang dieses Verkehrswegs errichteten Gebäude dienten vornehmlich militärischen Zwecken wie die Garnisonkirche (nicht mehr erhalten).
Am 10. Mai 1951 erhielt die Neue Friedrichstraße den Namen Littenstraße. Durch den Neubau des historischen Stadtzentrums Ost-Berlins und des Fernsehturms in den Jahren 1965–1969 wurde die Littenstraße zwischen Grunerstraße und der Straße An der Spandauer Brücke aufgehoben, sodass zwei voneinander getrennte Straßenverläufe entstanden. Der Teil zwischen Spandauer Straße und der Friedrichsbrücke wurde 1978 der Burgstraße zugeordnet und 2001 in Anna-Louisa-Karsch-Straße umbenannt.
In ihrer heutigen Straßenlänge besteht die Littenstraße seit 1965.

## Bauwerke und Freiflächen
Auf der östlichen Straßenseite befinden sich die folgenden Gebäude:
- Das an der Kreuzung Litten- Ecke Stralauer Straße im Stil des Neoklassizismus 1910 erbaute Schicklerhaus.
- An der Einmündung der Voltairestraße 2 befindet sich die Feuerwache Berlin-Mitte.
- In der Littenstraße 9 steht das Hans-Litten-Haus. An der Fassade befindet sich eine Gedenktafel für Hans Litten.
- Die Hauptgeschäftsstellen des Deutschen Anwaltvereins und des Deutschen Steuerberaterverbands befinden sich in der Littenstraße 11 bzw. Littenstraße 10 im Haus der Verbände (Littenstraße 9–11).
- Am heutigen Ende der Littenstraße 12–17 an der Ecke zur Grunerstraße steht das in den Jahren 1896–1905 im Stilmix aus Neobarock, Jugendstil und Gotik errichtete Gebäude des damaligen Land- und Amtsgerichtes (heute: Landgericht Berlin II und Amtsgericht Mitte). Es war einst das zweitgrößte Bauwerk der Stadt, nur übertroffen vom Berliner Schloss.

Auf der westlichen Straßenseite befinden sich die folgenden Gebäude und Freiflächen:
- Am Beginn der Littenstraße an der Ecke zur Straße Am Rolandufer steht das ehemalige Verwaltungsgebäude der Berliner Gaswerke AG (GASAG). Das Gebäude im Neorenaissance-Stil wurde 1907–1909 nach einem Entwurf von Ludwig Hoffmann errichtet. Das Gebäude steht unter Denkmalschutz.
- Ein Wohn- und Geschäftshaus befindet sich an der Kreuzung Litten- Ecke Stralauer Straße.
- Nach dem Wohn- und Geschäftshaus beginnt eine Grünanlage. Zwischen der Littenstraße und der Waisenstraße befinden sich noch Reste der alten Stadtmauer. Sie wurden vor dem Schleifen bewahrt, da sie als Begrenzungsmauer von Wohnhäusern dienten. 1948 wurde der Mauerrest gesichert und unter Denkmalschutz gestellt. Hier befindet sich auch die Gaststätte Zur letzten Instanz.
- Es folgt die Ruine der um 1250 im frühgotischen Stil erbauten Klosterkirche für das Graue Kloster der Franziskaner, die im Zweiten Weltkrieg zerstört wurde.

Unter der Littenstraße verläuft der Waisentunnel, eine nicht für Fahrgastfahrten genutzte Strecke der U-Bahn Berlin.

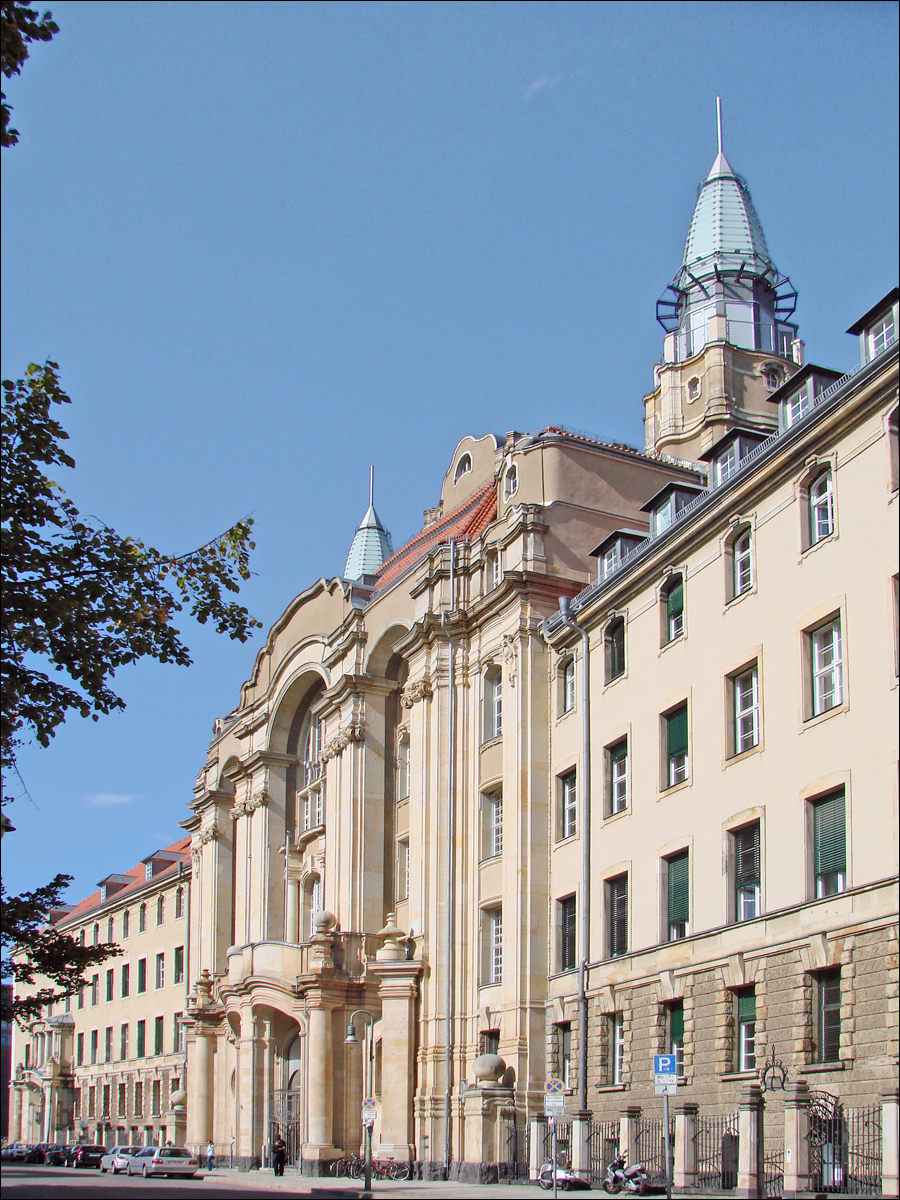
Geschäftsgebäude für die Zivilabteilungen des Landgerichts Berlin I und des Amtsgerichts Berlin I
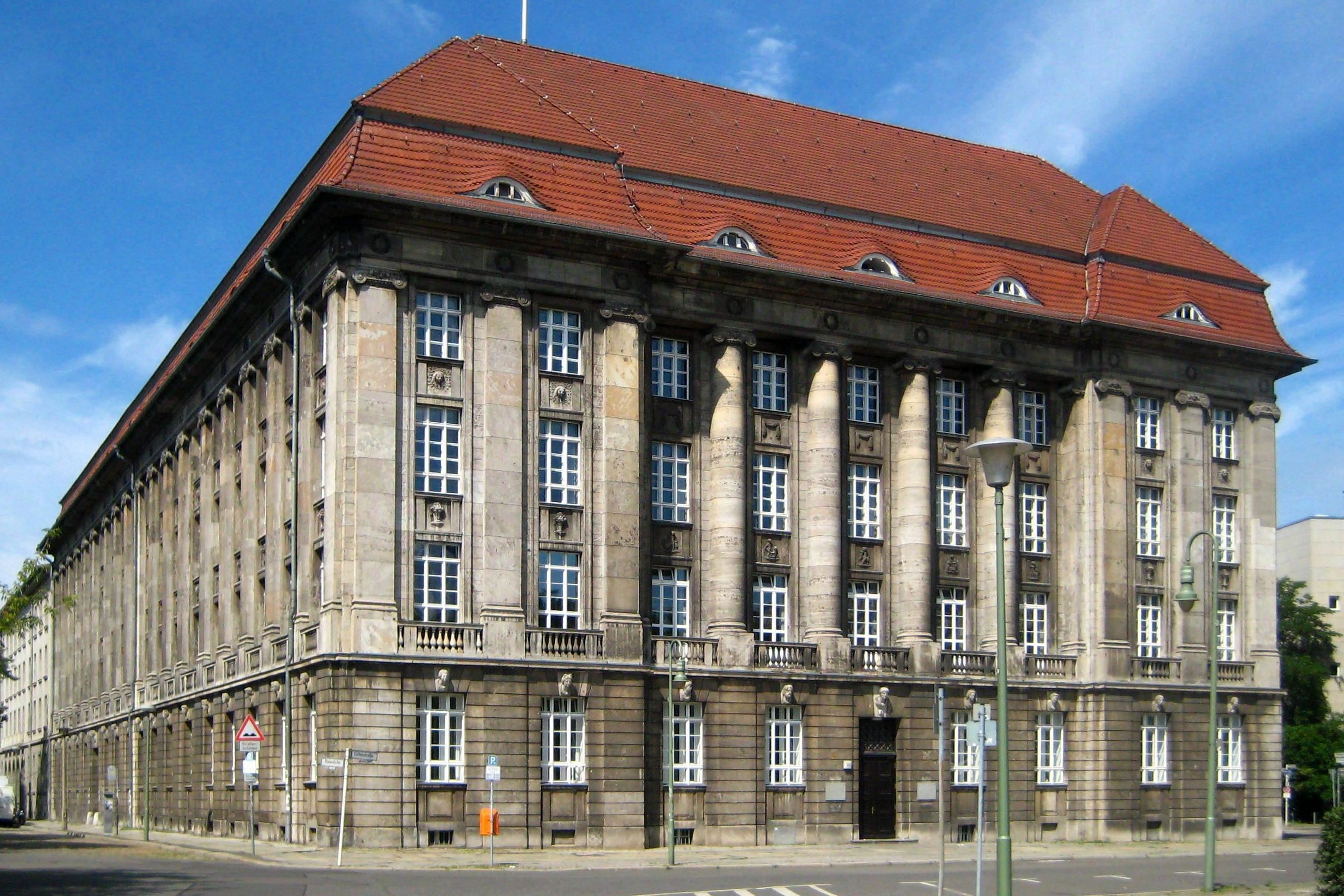
GASAG-Geschäftshaus, Ansicht von der Littenstraße aus
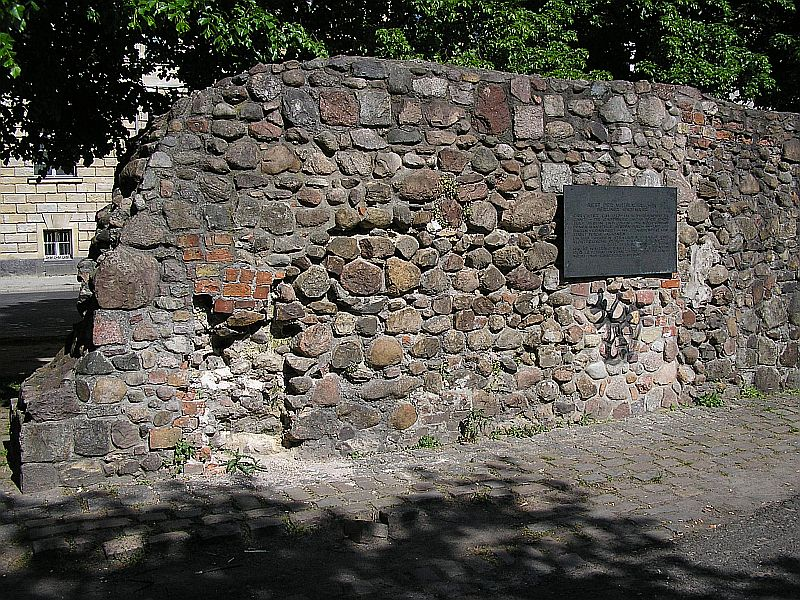
Reste der Berliner Stadtmauer zwischen der Littenstraße und der Waisenstraße
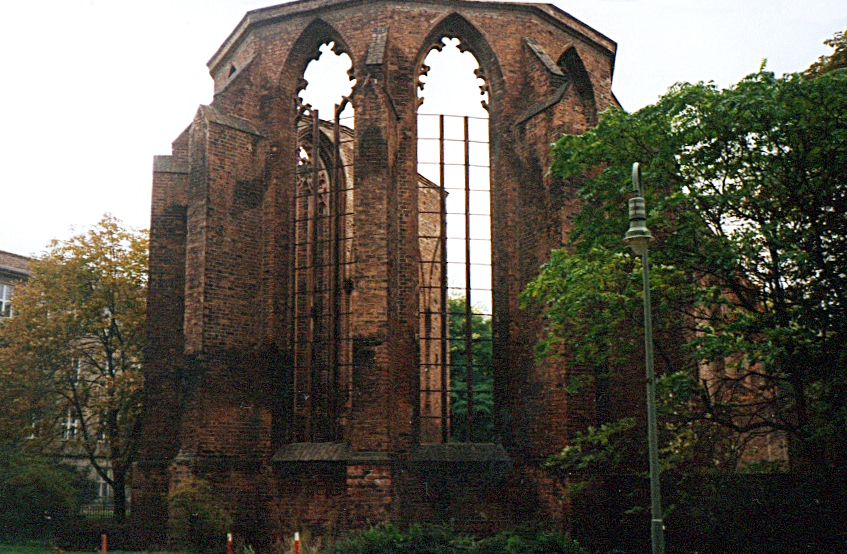
Ruine der Klosterkirche des Grauen Klosters von der Littenstraße aus gesehen